# ヨーテボリ
- イェーテボリ
- ゴセンバーグ
- ゲーテボルク

ヨーテボリ（スウェーデン語: Göteborg [jœtɛˈbɔrj] ( 音声ファイル), 英語: Gothenburg）は、ヴェストラ・イェータランド県に属するスウェーデンの港湾都市で、県庁所在地である。人口は約59万人。スウェーデンで人口第2の都市で、工業の中心。町の名前は「ゴートの都市」を意味する。日本語ではイェーテボリ、エーテボリなどとも表記される。

## 歴史
グスタフ2世アドルフによって建設されたという伝説がある、比較的新しい都市である。デンマーク＝ノルウェーとの度重なる戦争の結果、ようやく北海への出口を手に入れたスウェーデン人は、この地に拠点を建設することを決定した。それがヨーテボリである。建設当時、町のすぐ北にはノルウェー人が迫っており、すぐ南にはデンマーク人の領地があった。北欧神話によりこの地はヨート人の領地としての呼び名が伝わっており、ヨート人＝ゴート人の伝承により「ゴート人の町」、つまりヨーテボリが誕生した。スウェーデンなどでは、日本語でいうゴート人とヨート人を区別せず、同一視している。
大航海時代においては貿易の拠点として栄え、特にスウェーデン東インド会社が有名である。19世紀に北欧全体にナショナリズム（汎スカンディナヴィア主義）が昂揚するとヨーテボリは、北欧諸国の国家連合「スカンディナヴィア連合王国」の首都と目された。

## 交通
ヨーテボリ・ランドヴェッテル空港はヨーテボリの20km東に位置し、中央駅に隣接するバスターミナル（ニルス・エーリックソンス・テルミナーレン）からは空港バスが出ており、20分から30分で結ぶ。
中央駅からはスウェーデン鉄道 (SJ) でスウェーデン各地に行くことができる。ストックホルムまでは3時間弱。駅前のバス停からは地元企業ボルボ社製の全長24m、165人乗りのバスが出ており、スウェーデン最長のバスである。
また、市内ではトラム、バスなどが運行されている。

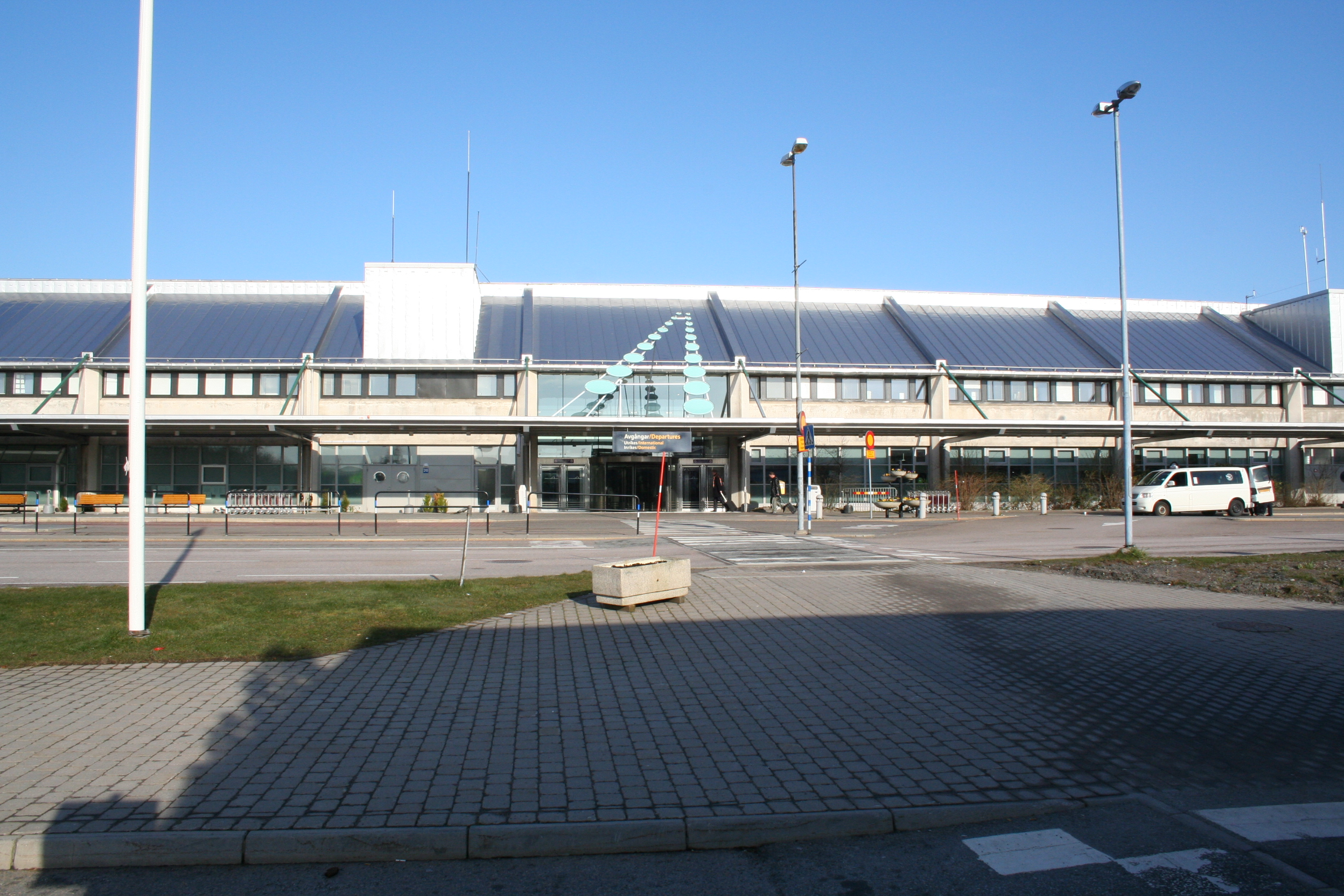
ヨーテボリ・ランドヴェッテル空港
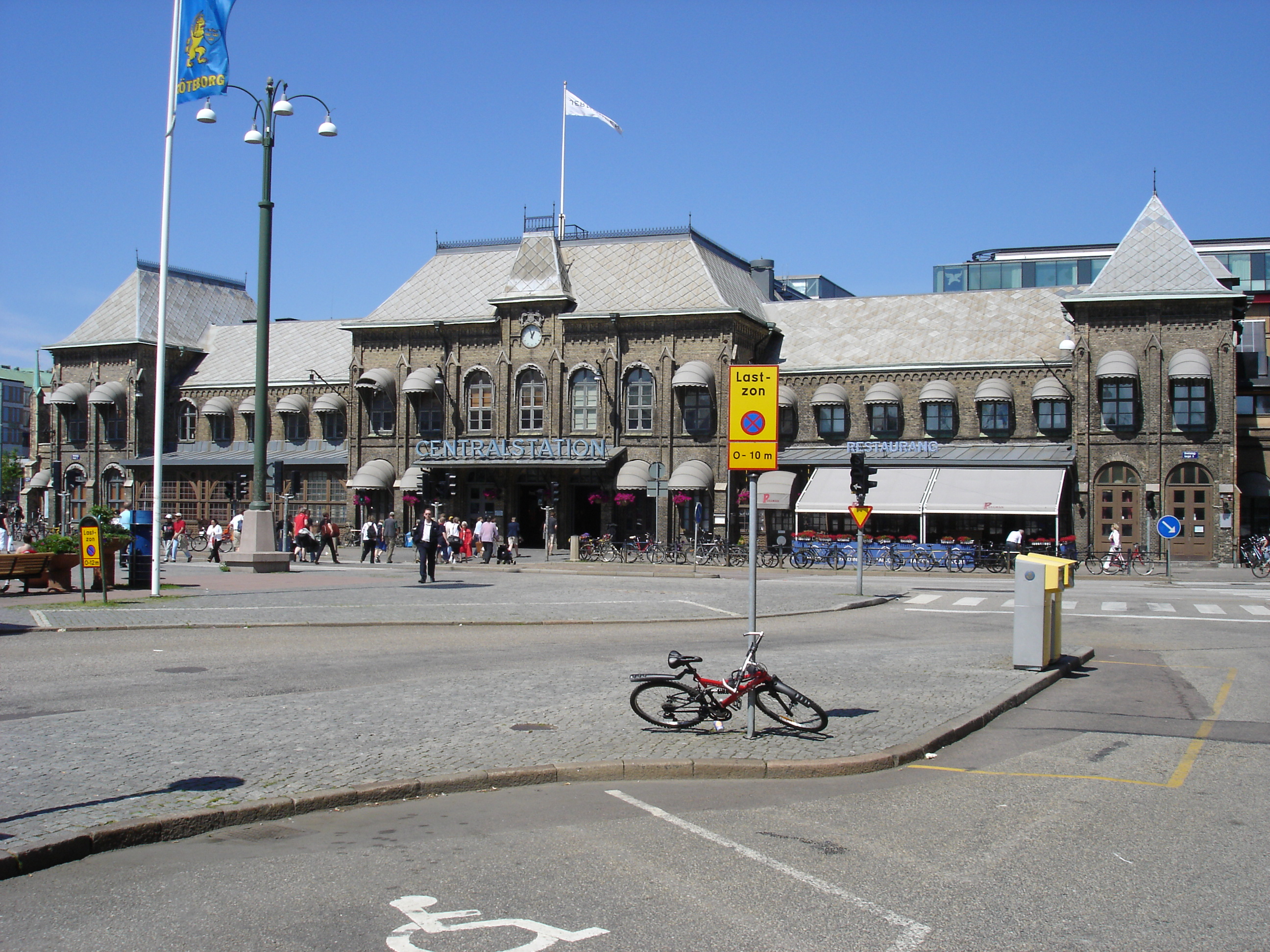
ヨーテボリ中央駅
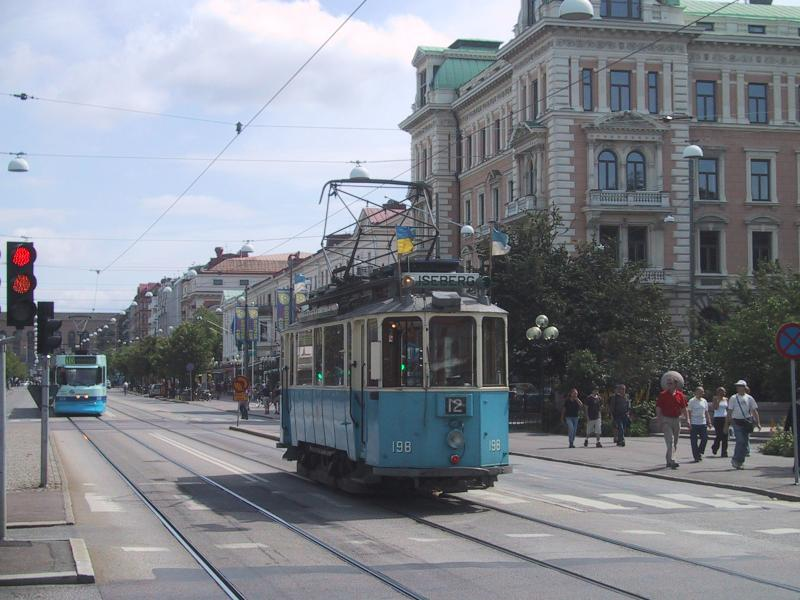
トラム

## 地勢
カテガット海峡の西岸、イェータ川とイェータ運河の河口に位置する。

## 気候
西海岸に面しているため海洋性気候であり、夏場でも天候の変動が激しく、にわか雨などが多い。そのため、地元では「小さなロンドン」（Lilla London）などと呼ばれることがある。
| ヨーテボリの気候                                   | ヨーテボリの気候 | ヨーテボリの気候 | ヨーテボリの気候 | ヨーテボリの気候 | ヨーテボリの気候 | ヨーテボリの気候 | ヨーテボリの気候 | ヨーテボリの気候 | ヨーテボリの気候 | ヨーテボリの気候 | ヨーテボリの気候 | ヨーテボリの気候 | ヨーテボリの気候 |
| 月                                                 | 1月              | 2月              | 3月              | 4月              | 5月              | 6月              | 7月              | 8月              | 9月              | 10月             | 11月             | 12月             | 年               |
| -------------------------------------------------- | ---------------- | ---------------- | ---------------- | ---------------- | ---------------- | ---------------- | ---------------- | ---------------- | ---------------- | ---------------- | ---------------- | ---------------- | ---------------- |
| 平均最高気温 °C （°F）                             | 2 (36)           | 3 (38)           | 6 (43)           | 12 (53)          | 16 (60)          | 19 (66)          | 22 (71)          | 22 (72)          | 18 (64)          | 12 (53)          | 7 (44)           | 3 (37)           | 11.7 (53.1)      |
| 平均最低気温 °C （°F）                             | −1 (30)          | −1 (31)          | −1 (31)          | 3 (38)           | 8 (46)           | 12 (53)          | 14 (57)          | 14 (58)          | 10 (50)          | 6 (43)           | 3 (38)           | −1 (31)          | 5.7 (42.2)       |
| 降水量 mm （inch）                                 | 61 (2.4)         | 40 (1.57)        | 49 (1.93)        | 41 (1.61)        | 49 (1.93)        | 59 (2.32)        | 68 (2.68)        | 75 (2.95)        | 80 (3.15)        | 83 (3.27)        | 82 (3.23)        | 72 (2.83)        | 759 (29.88)      |
| 平均降水日数                                       | 17               | 13               | 14               | 12               | 12               | 12               | 13               | 14               | 15               | 16               | 17               | 16               | 171              |
| 出典：World Weather Information Service 2008-01-06 |                  |                  |                  |                  |                  |                  |                  |                  |                  |                  |                  |                  |                  |

## 経済
自然の地の利を活かし、ヨーテボリはスカンジナビアで最大の港湾施設を有している。貿易と海運は主要なビジネスであり、17世紀、スウェーデンが北米に植民地を構えた時の拠点であり、18世紀にはスウェーデン東インド会社の本拠地でもあった。東インド会社の本社は現在市立博物館になっており、当時の様子や貿易品などが展示されている。工業も主要な産業になっており、SKF、ボルボ、ハッセルブラッド、ESAB（溶接機械の世界大手）などが本社を置き、エリクソンなどの会社が拠点を構えている。

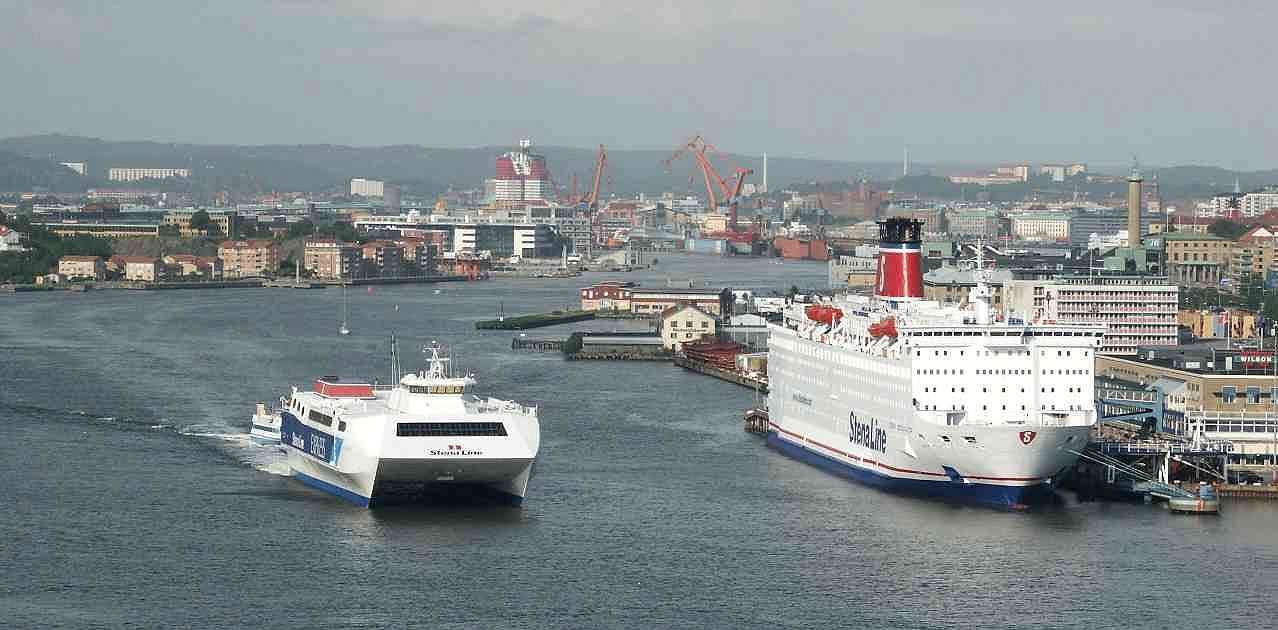
港

## 教育
ヨーテボリにはヨーテボリ大学とチャルマース工科大学という2つの大学がある。2校とも19世紀に設立された教育機関を母体とする歴史のある大学であり、ヨーテボリには6万人以上の学生がいる。

## 文化
スウェーデンを代表するオーケストラのヨーテボリ交響楽団が拠点としている。また、メロディックデスメタルの聖地としても知られており、出身バンドが多くデビューしている。市内のヨーテボリ美術館は、カール・ラーションの絵画をはじめ19世紀の北欧美術作品を数多く所蔵している。

## スポーツ
ヨーテボリは年間を通して様々なスポーツが盛んである。中でもサッカーはトップリーグに所属するクラブが、IFKヨーテボリ、GAIS、BKヘッケンと3つあり、2部リーグにもエルグリーテISなど100年以上の伝統を持ったクラブチームがある。また、11歳から19歳までのユース世代では最大の国際大会である、ゴシアカップ（Gothia Cup）も開催される。
また、屋内競技場、スカンジナヴィアムにはアイスホッケーのトップリーグに所属するクラブチーム、フレールンダ・インディアンス（Frölunda Indians）が本拠地を置いている。
その他のスポーツでは、国際馬術大会、ヨーテボリ・ホース・ショウ（Göteborg Horse Show）がスカンディナヴィウムで毎年開催される。また毎年5月にはイェーテボシュヴァルヴェット（Göteborgsvarvet）ハーフマラソン大会が開催され、2009年は5万3千人が参加した。さらに、ヨーテボリ・バスケットボール・フェスティバルやノードスタッズヴェンゲン（Nordstadssvängen, 社交ダンス大会）、パッティレ・カップ（Partille Cup, ハンドボールユース全国大会）などが開催されている。
各スポーツの世界大会が開催されることも多い。
- 1976年・2008年 世界フィギュアスケート選手権
- 1981年・2002年 アイスホッケー世界選手権
- 1985年・1993年 世界卓球選手権大会
- 1997年 世界短水路選手権
- 1995年 世界陸上選手権
- 1997年 デビスカップ決勝（スウェーデンが優勝）
- 2004年 UEFAカップ決勝
- 2005-06年・14-15年 ボルボ・オーシャンレース（ヨットの国際大会）

## ヨーテボリ出身の著名人・関係者
- クリスチャン・オルソン - 三段跳の選手。2004年アテネオリンピック金メダル
- エマ・グリアン - 走高跳の選手。
- ステラン・スカルスガルド - 映画俳優
- アリシア・ヴィキャンデル - 映画俳優
- ビョルン・ウルヴァース - ミュージシャン（元ABBA）
- オットー・ペテルソン - 海洋学者、化学者
- エイス・オブ・ベイス -　ポップグループ
- イン・フレイムス - メロディックデスメタルバンド
  - アンダース・フリーデン
  - イェスパー・ストロムブラード
  - ビョーン・イエロッテ
  - ピーター・イワース
  - ダニエル・スヴェンソン
  - ニクラス・エンゲリン
  - グレン・ユングストローム
- ハンマーフォール - パワー・メタル/ヘヴィメタルバンド
- ザ・ホーンテッド - メロディックデスメタルバンド
- アット・ザ・ゲイツ - メロディックデスメタルバンド
  - トーマス・リンドバーグ
  - アンダース・ビョーラー
  - ヨナス・ビョーラー
- ヤニ・ステファノヴィック - ヘヴィメタル・ミュージシャン
- クリストファー・ベルントソン - フィギュアスケート選手
- ピューディパイ - YouTuber

## 姉妹都市
| - ベルゲン、ノルウェー - トゥルク、フィンランド - オーフス、デンマーク - オスロ、ノルウェー | - リヨン、フランス - シカゴ、アメリカ合衆国 - クラクフ、ポーランド | - サンクトペテルブルク、ロシア - タリン、エストニア - ロストック、ドイツ - ポート・エリザベス、南アフリカ共和国 |